# Qūrtlūjeh-e Soflā
Qūrtlūjeh-e Soflā är en ort i Iran.   Den ligger i provinsen Ardabil, i den nordvästra delen av landet, 500 km nordväst om huvudstaden Teheran. Qūrtlūjeh-e Soflā ligger 144 meter över havet och antalet invånare är 590.
Terrängen runt Qūrtlūjeh-e Soflā är huvudsakligen platt, men söderut är den kuperad. Terrängen runt Qūrtlūjeh-e Soflā sluttar norrut. Runt Qūrtlūjeh-e Soflā är det ganska tätbefolkat, med 104 invånare per kvadratkilometer. Närmaste större samhälle är Āq Qabāq, 3,3 km sydost om Qūrtlūjeh-e Soflā. Trakten runt Qūrtlūjeh-e Soflā består till största delen av jordbruksmark.